# Heizkraftwerk Flingern
Das Heizkraftwerk Flingern ist ein Heizkraftwerk im Düsseldorfer Stadtteil Flingern. Am Standort entstanden im Laufe der Jahre verschiedene Anlagen. Das im 19. Jahrhundert erbaute Werk war eines der ersten und zeitweise größten Kraftwerke in Deutschland. Insbesondere das Werk II stellt einen Meilenstein der Industriearchitektur dar.

## Anlagenaufbau und Geschichte

### Werk I (Gaswerk)
Ab 1865 wurde am Höherweg in Flingern ein Gaswerk zur Erzeugung von Stadt- und Leuchtgas betrieben. Zu diesem Werk gehörte ab 1891 eine Dampfmaschine mit 720 kW Leistung, die über einen Generator Gleichstrom für den Eigenbedarf des Werkes und angrenzende Verbraucher erzeugte. Die Planung des Kraftwerkes stammte von Erasmus Kittler.
Das Gaswerk wurde im Zweiten Weltkrieg schwer beschädigt und nach dem Krieg außer Betrieb genommen. Der dazugehörige Scheibengasbehälter wurde 1994 abgerissen. Nach dem Abriss des Gaswerkes waren umfangreiche Maßnahmen zur Sanierung von Altlasten notwendig, da Boden und Grundwasser massiv, insbesondere durch aromatische Kohlenwasserstoffe, kontaminiert waren.

### Werk II (Steinkohlekraftwerk)

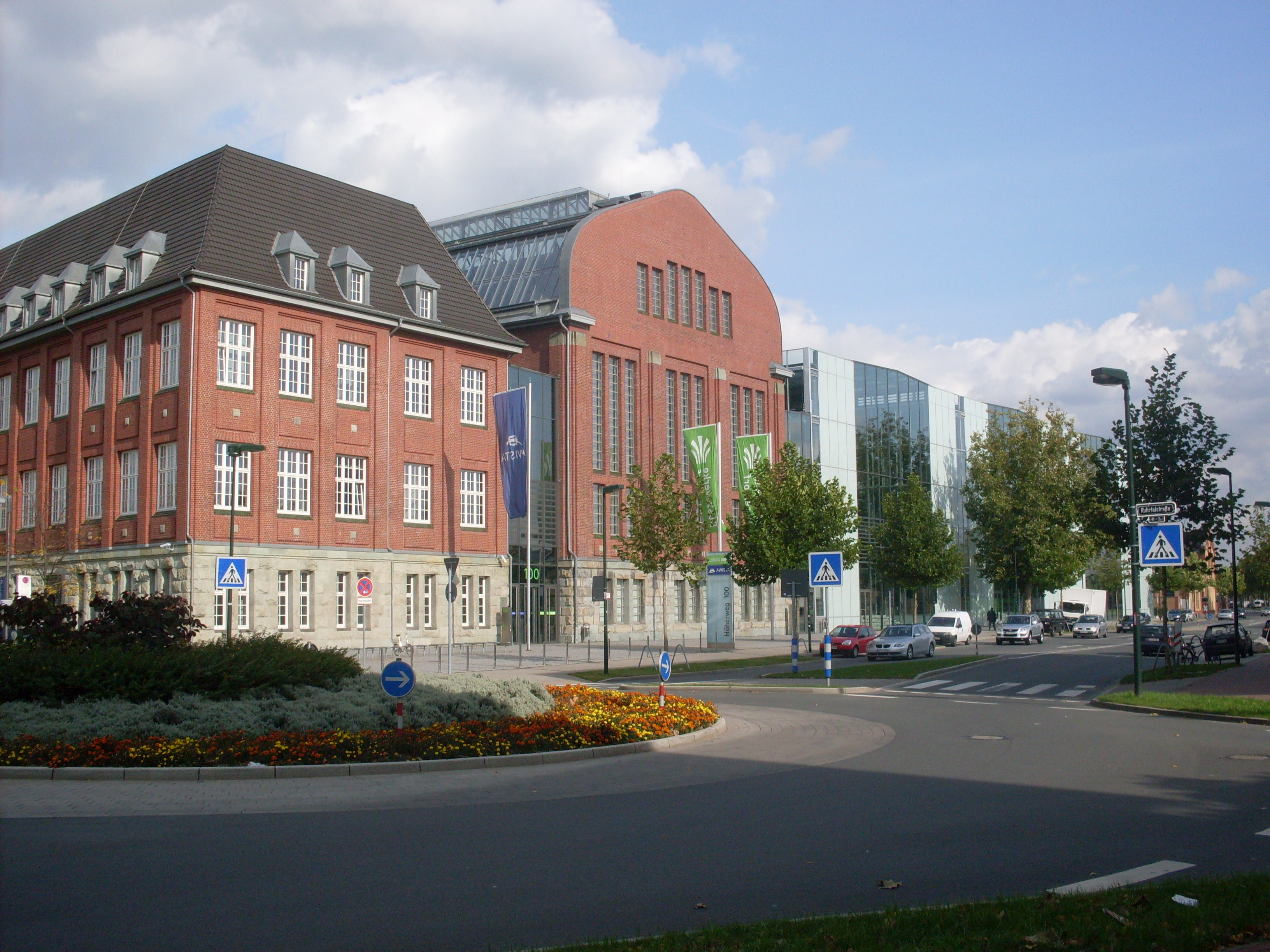
Das ehemalige Maschinenhaus (Mitte), heute Büro der Stadtwerke

Bis zum Jahre 1912 war der Strombedarf in Düsseldorf so weit angestiegen, dass die elektrische Kapazität des Werkes I nicht mehr ausreichte. Die Stadt Düsseldorf beschloss daher die Erweiterung der Anlage und den Neubau des Werkes II, welches im Jahre 1913 in Betrieb ging. Verbrannt wurde Ruhr-Steinkohle, die per Bahn angeliefert wurde. Das Werk war eines der ersten, bei dessen Bau das innovative architektonische Konzept von Georg Klingenberg angewandt wurde.
Ursprünglich verfügte das Werk II über sechs Dampfkessel und drei Turbosätze (elektrische Leistung 2 × 6 MW + 1 × 10 MW = 22 MW). Da der Energiebedarf weiter stark anstieg, wurde die Anlage 1927 stark ausgebaut auf insgesamt 24 Kessel (Hersteller VKW und Dürr) in zwei Kesselhäusern und fünf Turbosätze (Hersteller AEG und BBC) mit einer elektrischen Gesamtleistung von 58 MW. Ab 1928 lieferte das Werk auch Fernwärme zur Beheizung umliegender Gebäude. Zwischen 1936 und 1940 wurden die Anlagen modernisiert; es kamen acht neue Hochdruckdampfkessel und drei entsprechende Dampfturbinen zum Einsatz.
Ab 1972 ging die veraltete Anlage aus Gründen der Wirtschaftlichkeit aus dem Regelbetrieb. Das Kesselhaus B wurde abgerissen, um dem Neubau eines Gasturbinenkraftwerkes (siehe unten) Platz zu machen. Die verbliebenen Anlagenteile wurden abgeschaltet, wurden aber zunächst als „Kalte Reserve“ betriebsbereit gehalten. Erst in den 1990er-Jahren wurde die endgültige Außerbetriebnahme beschlossen.
Beim Rückbau sollten möglichst große Teile des Industriedenkmals erhalten bleiben. Das ehemalige Maschinenhaus beherbergt heute die Hauptverwaltung der Stadtwerke Düsseldorf. Der Erhalt des Kesselhauses erwies sich als finanziell nicht darstellbar; das Gebäude wurde abgerissen und durch einen neuen Anbau ersetzt.

### Müllverbrennungsanlage
Die Müllverbrennungsanlage am Standort Flingern wird seit 1965 von den Stadtwerken betrieben und ist damit eine der ersten Großanlagen in Deutschland. Vorausgegangen war eine Versuchsanlage ab 1957.
In der MVA Flingern werden jährlich etwa 450.000 Tonnen Restmüll verbrannt. Der hieraus erzeugte Dampf wird über die Dampfturbinen im benachbarten Kraftwerk verstromt und zur Fernwärmeversorgung genutzt. Rund 11 Prozent des in Düsseldorf benutzten Stroms und etwa 20 Prozent des innerstädtischen Fernwärmebedarfs werden mit der aus Müll gewonnenen Energie gedeckt.

### Gasturbinenkraftwerk
1973 ging am Standort Flingern ein Gasturbinenkraftwerk als Spitzenlast- und Schattenkraftwerk („Heiße Reserve“) in Betrieb. Es besteht aus sechs Aeroderivative-Gasturbinen (abgeleitet von Flugzeugtriebwerken) von Rolls-Royce (Typ Avon) mit einer elektrischen Leistung von je etwa 15 MW, insgesamt 87,6 MW. Als Treibstoff dient leichtes Heizöl.